# لاتین‌نویسی ییل
لاتین‌نویسی ییل چهار سامانهٔ لاتین‌نویسی است که در دانشگاه ییل برای چهار زبان شرق آسیا پیشنهاد شده‌است:
- لاتین‌نویسی ییل برای ماندارین که در ۱۹۴۳ از سوی چین‌شناس نامدار، جورج کندی پیشنهاد شد.
- لاتین‌نویسی ییل برای کانتونی که از سوی جرارد کاک پیشنهاد شد و در ۱۹۵۸ منتشر شد.
- لاتین‌نویسی ییل برای کره‌ای که توسط ساموئل المو مارتین و همکارانش در دانشگاه ییل حدود سال ۱۹۴۲ نزدیک به ۵ سال پس از مک‌کون-رایشوئر تهیه شد امروزه این لاتین‌نویسی، لاتین‌نویسی استاندارد برای زبان کره‌ای در زبان‌شناسی است.
- لاتین‌نویسی ژاپنی (JSL) سامانهٔ لاتین نویسی است که از سوی الینور جوردن برای زبان ژاپنی پیشنهاد شد اما گاهی با نام لاتین‌نویسی ییل شناخته می‌شود.